# عزیز رتزپ
عزیز رتزپ (انگلیسی: Aziz Retzep؛ زادهٔ ۱۸ ژانویهٔ ۱۹۹۲) بازیکن فوتبال اهل آلمان است.